# تام بنتلی تراکمورتون
تام بنتلی تراکمورتون (انگلیسی: Tom Bentley Throckmorton؛ ‏ ۲۰ ژانویهٔ ۱۸۸۵ – ۱۹۶۱) پزشک متخصص اعصاب اهل ایالات متحده آمریکا بود. رفلکس تراکمورتون و نشانه تراکمورتون هر دو به نام او نامگذاری شده‌اند. وی دانش‌آموختهٔ دانشگاه توماس جفرسون بود و دکترای پزشکی خود را در سال ۱۹۰۹ گرفت.